# Teodosio di Bitinia
Teodosio di Bitinia, noto anche come Teodosio Tripolita (Tripoli, 160 a.C. circa – 100 a.C.), è stato un matematico e astronomo greco antico.

## Biografia
Nato a Tripoli, in Fenicia, secondo la Suda, mentre Strabone, attribuendogli esplicitamente la qualifica di "matematico", lo dice nativo della Bitinia.
Teodosio viene, inoltre, citato da Vitruvio come l'inventore di una meridiana utilizzabile in ogni posto sulla Terra. In base alla citazione vitruviana ed a quella straboniana, viene indicato, dunque, come fiorito nell'ultima parte del II secolo a.C.

## Opere
Anche se Suda gli attribuisce più opere, confondendole con quelle di omonimi, oggi è evidente che Teodosio fosse autore di solo tre di esse. 
In primo luogo, gli Sphaerica, un manuale di tipo elementare e compilativo sulla geometria della sfera, scritto per fornire uno sfondo matematico per l'astronomia. Si pensa che fosse basato su un libro di testo pre-euclideo (forse di Eudosso) ora perduto.
L'opera non contiene trigonometria, sebbene sia probabile che Ipparco avesse introdotto la trigonometria sferica prima del trattato di Tedososio che, peraltro, scrive per integrare gli Elementi di Euclide, in particolare per compensarne la mancanza di trattazione sulla geometria della sfera. Teodosio definisce una sfera come una figura solida con la proprietà che qualsiasi punto sulla sua superficie è a una distanza costante da un punto fisso (il centro della sfera). Dà teoremi che generalizzano quelli dati da Euclide nel libro III degli Elementi per il cerchio e nel secondo libro considera i cerchi tangenti una sfera, per poi continuare, nel III libro, a considerare i risultati della geometria rilevanti per l'astronomia. 
Ancora, altre due opere di Teodosio sono giunte a noiː il Sulle abitazioni, contenente 12 teoremi, e Sui giorni e le notti (con 12 proposizioni). Il primo di questi spiega le visioni dell'universo dovute alla rotazione della Terra e, in particolare, considera come la vista è influenzata dai diversi luoghi sulla Terra in cui le persone vivono.
Teodosio considera la lunghezza della notte e del giorno in vari punti della terra e afferma che il giorno dura sette mesi al polo nord e la notte cinque mesi. Spostandosi verso sud si raggiunge il punto in cui, al solstizio d'estate, il dì dura 30 giorni, il che è spiegato da Teodosio - sia pure in parte - dando la definizione di "notte" come periodo di oscurità e "giorno" come periodo di luce. Teodosio considerò che era "giorno" se il sole si trovava a meno di 15° sotto l'orizzonte e, dunque, sembra non riuscire a capire che nelle regioni polari il sole potesse muoversi quasi parallelamente all'orizzonte.
Nella Suida bizantina si fa riferimento a un'altra opera perduta di Teodosio, ovvero un commentario al Metodo di Archimede.